# Маса Баса (Терни)
Маса Баса је насеље у Италији у округу Терни, региону Умбрија.
Према процени из 2011. у насељу је живело 40 становника. Насеље се налази на надморској висини од 159 м.